# Ľubomír Michalík
Pour les articles homonymes, voir Michalik.
Ľubomír Michalík est un footballeur international slovaque, né le 13 août 1983 à Čadca. Il évolue au poste de défenseur central au DAC Dunajská Streda.

## Biographie

### En équipe nationale
Ľubomír Michalík reçoit 8 sélections et inscrit 2 buts en équipe de Slovaquie entre 2006 et 2016.
Il joue son premier match en équipe nationale le 10 décembre 2006 en amical contre les Émirats arabes unis à Abou Dabi. À cette occasion, il inscrit son premier but en sélection. 
Il inscrit son deuxième but en sélection le 21 novembre 2007, lors d'un match face à Saint-Marin comptant pour les éliminatoires du championnat d'Europe 2008.

## Carrière
- 2005-jan. 2007 : FC Senec  Slovaquie
- jan. 2007-jan. 2008 : Bolton Wanderers  Angleterre
  - mars 2007-avr. 2007 : Leeds United  Angleterre (prêt)
- jan. 2008-jan. 2011 : Leeds United  Angleterre
  - 2010-déc. 2010 : Carlisle United  Angleterre (prêt)
- jan. 2011-2012 : Carlisle United  Angleterre
- 2012-2013 : Portsmouth FC  Angleterre
- 2013-2015 : Kairat Almaty  Kazakhstan
- 2015- : DAC Dunajská Streda  Slovaquie

## Palmarès
- Vainqueur du Football League Trophy en 2011 avec Carlisle United